# Júnia Ferreira Furtado
Júnia Ferreira Furtado (Belo Horizonte, 1960) é uma historiadora e professora universitária brasileira. Aposentou-se na UFMG em 2016.

## Vida
Com graduação finalizada em 1983 em História pela Universidade Federal de Minas Gerais, Júnia Furtado obteve uma especialização em História Moderna e Contemporânea na Pontifícia Universidade Católica de Minas Gerais antes de desenvolver o mestrado em História Social, concluído em 1991 na Universidade de São Paulo, onde também apresentou sua tese para concluir o doutorado em 1996. Em 2000, realizou o pós-doutorado na Universidade de Princeton. Em 2008 e 2009, desenvolveu outro pós-doutorado, dessa vez na École des hautes études en sciences sociales.
Em 2003, lançou o livro pelo qual seria mais conhecida Chica da Silva e o contratador de diamantes, "maravilhosamente pesquisado e escrito", "o mais completo estudo sobre Chica da Silva" e pelo qual seria reconhecida como "fera na crônica de costumes diamantinos".
É professora da UFMG desde 1992 e da Universidade de Lisboa desde 2005.

## Livros
- Memória sobre a capitania das Minas Gerais: seu território, clima e produções metálicas (edição crítica do livro de José Vieira Couto), 1994[2]
- O Livro da Capa Verde: o regimento diamantino de 1771 e a vida no distrito Diamantino no período da Real Extração, 1996[2]
- Índice do Inventário dos Manuscritos Avulsos relativos a Minas Gerais existentes no Arquivo Ultramarino (Lisboa), 1998[2]
- Homens de negócio: a interiorização da metrópole e do comércio nas Minas setecentistas, 1999[2]
- Cultura e Sociedade no Brasil Colônia, 2000[2]
- Diálogos Oceânicos: Minas Gerais e as novas abordagens para uma história do Império Ultramarino português (organizadora), 2001[2]
- Cartografia das Minas Gerais: da Capitania à Província, 2002[2]
- Erário Mineral de Luís Gomes Ferreira (organizadora), 2002[2]
- Chica da Silva e o contratador dos diamantes: o outro lado do mito, 2003[2]
- Cartografia da Conquista do Território das Minas, 2004[2]
- Trabalho livre, trabalho escravo Brasil e Europa, séculos XVIII e XIX (organizadora), 2006[2]
- Odontologia: história restaurada, 2007[2]
- Sons, formas, cores e movimentos na modernidade atlântica: Europa, Américas e África (organizadora), 2008[2]
- O governo dos povos, 2009[2]

## Prêmios
- Menção honrosa em 2004 no prêmio Casa de las Américas pelo livro sobre Chica da Silva[6]
- Menção honrosa em 2004 no prêmio Érico Vanucci Mendes, concedido pelo CNPq[2]
- Vencedora do Prêmio Capes de Tese de 2012 como professora orientadora da tese "Das artes da pena e do pincel: caligrafia e pintura em manuscritos no século XVIII" defendida na UFMG em 2011 por Márcia Almada, que foi a ganhadora tanto do prêmio para a área de História quanto do Grande Prêmio Carolina Bori.[7]